# Roskilde Kings
Roskilde Kings er en amerikansk fodboldklub fra Roskilde på Sjælland. Klubben spiller under Dansk Amerikansk Fodbold Forbund.
Roskilde Kings har vundet fire danske mesterskaber, den såkaldte Mermaid Bowl. Senest i 2005.
| Sport | Spire Denne artikel om sport er en spire som bør udbygges. Du er velkommen til at hjælpe Wikipedia ved at udvide den. |